# 加尔德勒蓬塔鲁
加尔德勒蓬塔鲁（法語：Gardes-le-Pontaroux，法語發音：[ɡaʁd lə pɔ̃taʁu]）是法国夏朗德省的一个市镇，属于昂古莱姆区。

## 地理
加尔德勒蓬塔鲁（45°31'10"N, 0°18'17"E）面积13.3 平方千米，位于法国新阿基坦大区夏朗德省，该省份为法国西部内陆省份，北起德塞夫勒省和维埃纳省，东临上维埃纳省，东南至多尔多涅省，南至多爾多涅省，西接滨海夏朗德省。
与加尔德勒蓬塔鲁接壤的市镇（或旧市镇、城区）包括：布朗扎盖-圣西巴尔、迪尼亚克、埃东、鲁尼亚克、维勒布瓦拉瓦莱特。

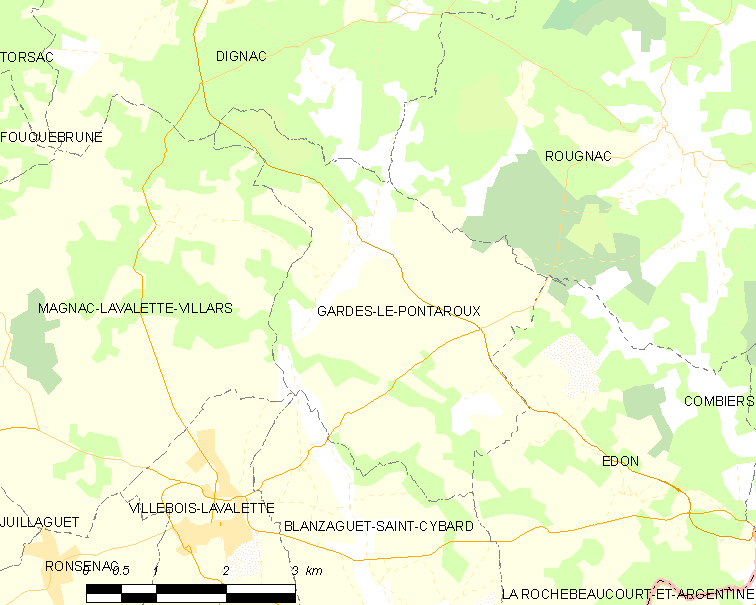
加尔德勒蓬塔鲁的OSM定位图

加尔德勒蓬塔鲁的时区为UTC+01:00、UTC+02:00（夏令时）。

## 行政
加尔德勒蓬塔鲁的邮政编码为16320，INSEE市镇编码为16147。

## 政治
加尔德勒蓬塔鲁所属的省级选区为蒂德-拉瓦莱特县。

## 人口

1962-2008年间加尔德勒蓬塔鲁人口变化图示

加尔德勒蓬塔鲁于2022年1月1日时的人口数量为256人。